# Autódromo Internacional Nelson Piquet
Das Autódromo Internacional Nelson Piquet, auch bekannt unter dem Namen Jacarepaguá, war eine Motorsport-Rennstrecke im gleichnamigen Vorort von Rio de Janeiro, Brasilien. Die Strecke ist nach dem Rennfahrer Nelson Piquet benannt worden.

## Geschichte
Die Strecke wurde 1978 eröffnet. Da der Rennkurs auf Marschland errichtet wurde, war der Kurs nahezu vollständig flach. Er hatte eine Länge von 5,031 km (3,126 Meilen).
Auf dieser Rennstrecke wurden im Jahr 1978 und in den Jahren 1981 bis 1989 im Rahmen der Formel 1 die Rennen des Großen Preises von Brasilien veranstaltet.
Von 1995 bis 2004 wurde in Jacarepaguá neunmal der Große Preis von Rio de Janeiro im Rahmen der Motorrad-Weltmeisterschaft ausgetragen.
Zwischen 1996 und 2000 fanden auf einem drei Kilometer langen Ovalkurs namens Emerson Fittipaldi Speedway, der die Grand Prix-Strecke umgab und teilweise mitbenutzte, Rennen der US-amerikanischen Champ-Car-Serie statt.
Am 9. Januar 2008 beschloss die Stadtverwaltung Rio de Janeiros den Abriss der Rennstrecke. Grund dafür war die Olympiabewerbung 2016. Geplant war, das künstlich aufgeschüttete Marschland für diverse sportliche Austragungen im Rahmen der Olympischen Spiele zu verwenden.

## Statistik

### Alle Sieger von Formel-1-Rennen in Jacarepaguá
| Nr. | Jahr | Fahrer           | Konstrukteur | Motor         | Reifen | Zeit          | Streckenlänge | Runden | Ø-Tempo      | Datum      | GP von    |
| --- | ---- | ---------------- | ------------ | ------------- | ------ | ------------- | ------------- | ------ | ------------ | ---------- | --------- |
| 1   | 1978 | Carlos Reutemann | Ferrari      | Ferrari       | M      | 1:49:59,860 h | 5,031 km      | 63     | 172,887 km/h | 29. Januar | Brasilien |
|     |      |                  |              |               |        |               |               |        |              |            | Brasilien |
| 2   | 1981 | Carlos Reutemann | Williams     | Ford          | M      | 2:00:23,660 h | 5,031 km      | 62     | 155,450 km/h | 29. März   | Brasilien |
| 3   | 1982 | Alain Prost      | Renault      | Renault       | M      | 1:44:33,134 h | 5,031 km      | 63     | 181,892 km/h | 21. März   | Brasilien |
| 4   | 1983 | Nelson Piquet    | Brabham      | BMW           | M      | 1:48:27,731 h | 5,031 km      | 63     | 175,335 km/h | 13. März   | Brasilien |
| 5   | 1984 | Alain Prost      | McLaren      | Porsche (TAG) | M      | 1:42:34,492 h | 5,031 km      | 61     | 179,512 km/h | 25. März   | Brasilien |
| 6   | 1985 | Alain Prost      | McLaren      | Porsche (TAG) | G      | 1:41:26,115 h | 5,031 km      | 61     | 181,529 km/h | 7. April   | Brasilien |
| 7   | 1986 | Nelson Piquet    | Williams     | Honda         | G      | 1:39:32,583 h | 5,031 km      | 61     | 184,980 km/h | 23. März   | Brasilien |
| 8   | 1987 | Alain Prost      | McLaren      | Porsche (TAG) | G      | 1:39:45,141 h | 5,031 km      | 61     | 184,592 km/h | 12. April  | Brasilien |
| 9   | 1988 | Alain Prost      | McLaren      | Honda         | G      | 1:36:06,857 h | 5,031 km      | 60     | 188,438 km/h | 3. April   | Brasilien |
| 10  | 1989 | Nigel Mansell    | Ferrari      | Ferrari       | G      | 1:38:58,744 h | 5,031 km      | 61     | 186,034 km/h | 26. März   | Brasilien |

Rekordsieger
Fahrer: Alain Prost (5) • Fahrernationen: Frankreich (5) • Konstrukteure: McLaren (4) • Motorenhersteller: Porsche (3) • Reifenhersteller: Goodyear/Michelin (je 5)

### Alle Sieger von Champ-Car-Rennen in Jacarepaguá
| Nr. | Jahr | Fahrer             | Konstrukteur | Motor    | Reifen | Zeit      | Streckenlänge | Runden | Ø-Tempo      | Datum     | Rennen             |
| --- | ---- | ------------------ | ------------ | -------- | ------ | --------- | ------------- | ------ | ------------ | --------- | ------------------ |
| 1   | 1996 | André Ribeiro      | Lola         | Honda    | F      | 2:06:08 h | 3,000 km      | 133    | 189,769 km/h | 17. März  | Indy Car Rio 400   |
| 2   | 1997 | Paul Tracy         | Penske       | Mercedes | F      | 2:10:47 h | 3,000 km      | 133    | 183,016 km/h | 11. Mai   | Hollywood Rio 400k |
| 3   | 1998 | Greg Moore         | Reynard      | Mercedes | F      | 1:52:14 h | 3,000 km      | 133    | 213,287 km/h | 10. Mai   | Rio 400k           |
| 4   | 1999 | Juan Pablo Montoya | Reynard      | Honda    | F      | 1:36:32 h | 3,000 km      | 108    | 201,361 km/h | 15. Mai   | GP Telemar Rio 200 |
| 5   | 2000 | Adrián Fernández   | Reynard      | Ford     | F      | 1:37:12 h | 3,000 km      | 108    | 199,970 km/h | 30. April | Rio 200            |

Rekordsieger
Fahrer: –– • Fahrernationen: Kanada (2) • Konstrukteure: Reynard (3) • Motorenhersteller: Honda/Mercedes (je 2) • Reifenhersteller: Firestone (5)